# Xã Ephrata, Quận Lancaster, Pennsylvania
Xã Ephrata (tiếng Anh: Ephrata Township) là một xã thuộc quận Lancaster, tiểu bang Pennsylvania, Hoa Kỳ. Năm 2010, dân số của xã này là 9.400 người.